# Erdbeben der Región de Aysén 1927
Das Erdbeben der Región de Aysén 1927 war ein Erdbeben der Stärke 7,1 Ms. Es ereignete sich am 21. November 1927 und löste einen Tsunami aus.
In der Río Aisén Region wurde von Wellen berichtet, die auf einer Länge von etwa 25 mi (40 km) ca. 100 Meter landeinwärts Überflutungen hervorriefen.